# Gordionus sinepilosus
Gordionus sinepilosus är en tagelmaskart som beskrevs av Schmidt-Rhaesa, Hanelt och Robert Gatlin Reeves 2003. Gordionus sinepilosus ingår i släktet Gordionus och familjen Chordodidae. Inga underarter finns listade i Catalogue of Life.